# Lithostege fitzgeraldi
Lithostege fitzgeraldi är en fjärilsart som beskrevs av Edward P. Wiltshire 1947. Lithostege fitzgeraldi ingår i släktet Lithostege och familjen mätare. Inga underarter finns listade i Catalogue of Life.